# West Liberty (Kentucky)
West Liberty is een plaats (city) in de Amerikaanse staat Kentucky, en valt bestuurlijk gezien onder Morgan County.

## Demografie
Bij de volkstelling in 2000 werd het aantal inwoners vastgesteld op 3277.
In 2006 is het aantal inwoners door het United States Census Bureau geschat op 3352, een stijging van 75 (2,3%).

## Geografie
Volgens het United States Census Bureau beslaat de plaats een oppervlakte van
11,5 km², geheel bestaande uit land. West Liberty ligt op ongeveer 230 m boven zeeniveau.

## Plaatsen in de nabije omgeving
De onderstaande figuur toont nabijgelegen plaatsen in een straal van 36 km rond West Liberty.

## Geboren in West Liberty
- Joe Nickell (1944-2025), wetenschapper